# أولاد بوعنكة (سيدي المختار)
أولاد بوعنكة هو دُوَّار يقع بجماعة سيد المختار، إقليم شيشاوة، جهة مراكش آسفي في المملكة المغربية. ينتمي الدوّار لمشيخة سيدي المختار التي تضم 11 دوار. يقدر عدد سكانه بـ 270 نسمة حسب الإحصاء الرسمي للسكان والسكنى لسنة 2004.

## روابط خارجية
- البوابة الوطنية للجماعات الترابية
- المندوبية السامية للتخطيط